# Phoma laminariae
Phoma laminariae är en lavart som beskrevs av Cooke & Massee 1890. Phoma laminariae ingår i släktet Phoma, ordningen Pleosporales, klassen Dothideomycetes, divisionen sporsäcksvampar och riket svampar.   Inga underarter finns listade i Catalogue of Life.